# Qualificazioni al campionato mondiale di calcio 2018 - Interzona
Per il campionato mondiale di calcio 2018 si sono disputati due play-off intercontinentali per determinare gli ultimi due posti disponibili. Le partite si sono giocate tra il 10 e il 15 novembre 2017. Accedono al campionato del mondo 2018 l'Australia e il Perù.

## Formato
Il sorteggio è avvenuto il 25 luglio 2015 alle 18:00 MSK (UTC+3), al Palazzo di Costantino di Strelna, San Pietroburgo.
Le quattro squadre delle quattro confederazioni (AFC, CONCACAF, CONMEBOL, e OFC) sono state sorteggiate in due incontri in un sorteggio libero senza teste di serie. La squadra proveniente dalla CONCACAF è stata quindi abbinata a quella dell'AFC e quella proveniente dalla OFC è stata abbinata a quella della CONMEBOL.
In ogni incontro le due squadre hanno giocato una sfida di andata e ritorno. Le due vincenti si sono qualificate per la fase finale in Russia.

## Squadre qualificate
| Confederazione | Piazzamento                 | Squadra       |
| -------------- | --------------------------- | ------------- |
| AFC            | Quarto round - Vincitore    | Australia     |
| CONCACAF       | Quinto round - Quarto posto | Honduras      |
| CONMEBOL       | Gruppo unico - Quinto posto | Perù          |
| OFC            | Quarto round - Vincitore    | Nuova Zelanda |

## Spareggio OFC-CONMEBOL
| Squadra 1     | Totale | Squadra 2 | Andata | Ritorno |
| ------------- | ------ | --------- | ------ | ------- |
| Nuova Zelanda | 0 - 2  | Perù      | 0 - 0  | 0 - 2   |

| Wellington 11 novembre 2017, ore 16:15 UTC+13 | Nuova Zelanda | 0 – 0 | Perù | Westpac Stadium (37034 spett.)\| Arbitro: \| Mark Geiger \| |
| Arbitro:                                      | Mark Geiger   |       |      |                                                             |

| Arbitro: | Clément Turpin |

|                      |           |  |
| Farfan 28’ Ramos 65’ | Marcatori |  |

## Spareggio CONCACAF-AFC
| Squadra 1 | Totale | Squadra 2 | Andata | Ritorno |
| --------- | ------ | --------- | ------ | ------- |
| Honduras  | 1 - 3  | Australia | 0 - 0  | 1 - 3   |

| San Pedro Sula 10 novembre 2017, ore 16:00 UTC-6 | Honduras       | 0 – 0 | Australia | Estadio Olimpico (38 000 spett.)\| Arbitro: \| Daniele Orsato \| |
| Arbitro:                                         | Daniele Orsato |       |           |                                                                  |

| Arbitro: | Néstor Pitana |

|                                     |           |                |
| Jedinak 54’, 72’ (rig.), 86’ (rig.) | Marcatori | 90+3’ Figueroa |